# Muzeum Historii Naturalnej w Mediolanie
Muzeum Historii Naturalnej w Mediolanie (wł. Museo Civico di Storia Naturale di Milano) – muzeum w prowincji Mediolan, w regionie Lombardia, w północnych Włoszech. Jest to największe muzeum historii naturalnej we Włoszech, uznawane za jeden z najważniejszych obiektów tego typu w Europie. W 2008 r. odwiedziło je około 350 000 osób. Obecnie dyrektorem placówki jest Domenico Piraina.

## Historia
Muzeum zostało założone w 1838 r. na bazie obiektów przekazanych przez włoskiego kolekcjonera, Giuseppe De Cristoforisa oraz Giorgio Jana, botanika i zoologa pochodzenia węgierskiego. W kolejnych latach stopniowo poszerzano jego ekspozycje i gromadzono nowe zbiory. W 1844 r., podczas 6. Kongresu Włoskich Naukowców, placówka została otwarta dla publiczności, a jej dyrektorem został Giorgio Jan. Początkowo siedzibą muzeum był dawny klasztor św. Marty. W 1863 r. przeniesiono je do XVIII-wiecznego Palazzo Dugnani, a w 1907 r. - do specjalnie w tym celu wybudowanego w ogrodach Porta Venezia budynku. Twórcą projektów nowej siedziby był architekt Giovanni Ceruti. Budowla ma charakter neogotycki i jest wzorowana na budynkach Muzeum Historii Naturalnej w Londynie oraz Muzeum Historii Naturalnej w Wiedniu.

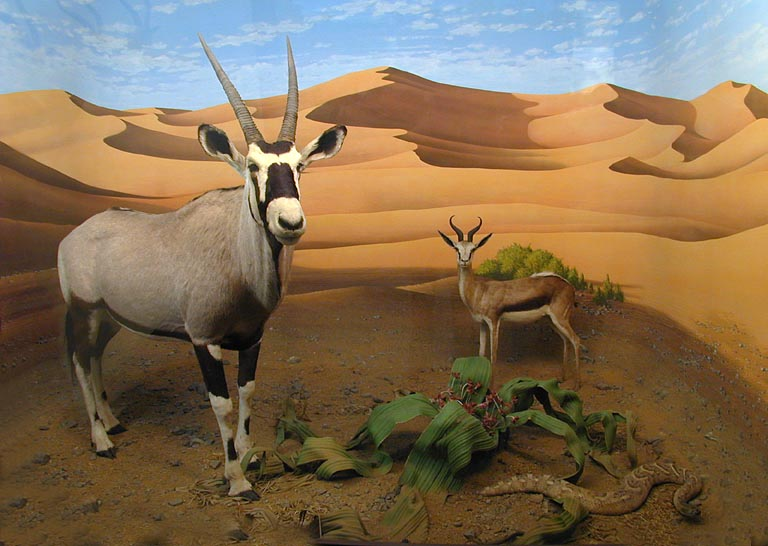
Diorama przedstawiająca organizmy pustyń, w tym antylopę oryks

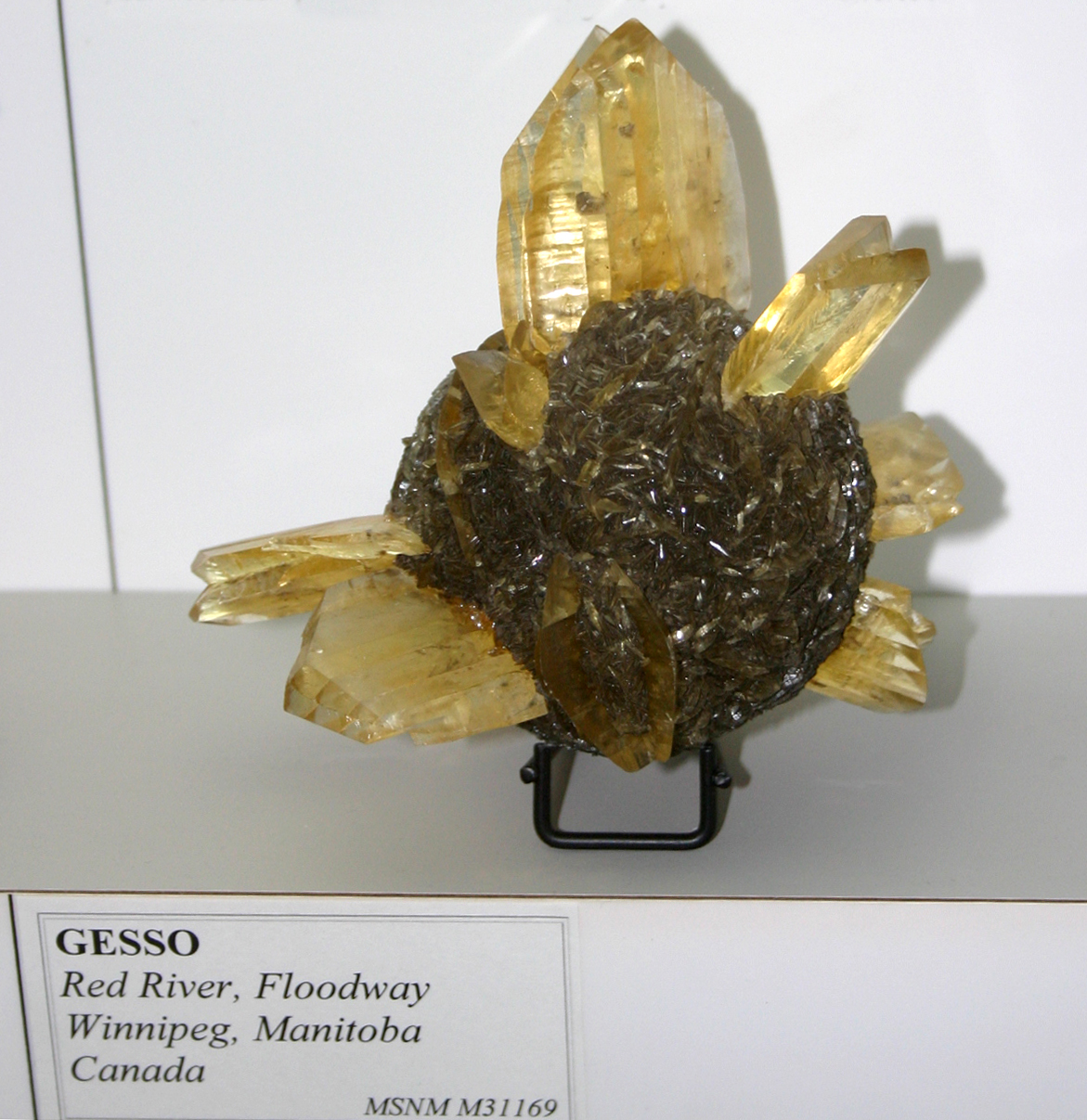
Kryształ gipsu na ekspozycji poświęconej minerałom

W 1943 r. obiekt został w znacznym stopniu zniszczony przez bombardowania. Większość eksponatów została wówczas poważnie uszkodzona. Po zakończeniu II wojny światowej rozpoczęto rekonstrukcję muzeum. W 1952 r. zostało ponownie udostępnione publiczności.

## Ekspozycje
Ekspozycję rozmieszczono w 23 pomieszczeniach o łącznej powierzchni ponad 5 000 metrów kwadratowych. Muzeum wykorzystuje około 700 gablot. Są w nich prezentowane okazy związane z oddziaływaniem na siebie organizmów, ich związków ze środowiskiem naturalnym, ewolucji życia oraz bogactwa obecnej natury. Wśród eksponatów znajdują się skamieniałości, minerały, pozostałości po roślinach i zwierzętach wyselekcjonowane z liczącej ponad 2,5 miliona obiektów kolekcji muzeum. Twórcy wystaw wykorzystali także około 100 dioram.
Na pierwszym piętrze zgromadzono eksponaty odnoszące się do głównych ekosystemów świata (środowiska wodne, lasy tropikalne, lasy strefy umiarkowanej, tajga, góry, obszary podbiegunowe, sawanny, stepy i pustynie). Do prezentacji związanych z tym zagadnień użyto wielu dioram. W sektorze poświęconym paleontologii prezentowane są między innymi szkielety wymarłych już osobników, w tym kości stegozaura i plateozaura. Na drugim piętrze zgromadzono znaczną kolekcję wypchanych zwierząt, między innymi długiego na 12 metrów kaszalota.
Na ekspozycji z zakresu mineralogii prezentowane są między innymi największy kryształ siarki na świecie, pochodzący z prowincji Pesaro i Urbino, a także sprowadzony z Brazylii kryształ topazu o masie 8 000 karatów. Ponadto, w muzeum znajduje się także wystawa poświęcona ewolucji człowieka, której jednym z najcenniejszych eksponatów jest odlew szkieletu Australopithecus afarensis.

## Biblioteka
Pod zarządem muzeum działa także biblioteka, gromadząca ponad 120 000 woluminów i około 4 000 magazynów.